# Старица пржи јаја
Старица пржи јаја је слика шпанског барокног сликара Дијега Веласкеза коју је насликао у својој младости 1618. године у Севиљи. Налази се у Националној галерији Шкотске, у Единбургу.

## Историја
Слика се први пут помиње заједно са другим сликама мртве природе Веласкеза 1698. године у инвентару слика Николаса де Омасура, фламанског трговца из Севиље и пријатеља Муриља (Bartolomé Esteban Murillo). Почетком 19. века се већ налазила у Енглеској, а 1883. Чарлс Б. Куртис први пут објављује слику као дело Веласкеза Након што је слика прошла кроз различите британске колекције, 1955. године ушла је у музеј у Единбургу.

## Опис слике
| Старица пржи јаја | Старица пржи јаја           |
| Уметник           | Дијего Веласкез             |
| ----------------- | --------------------------- |
| Година            | 1618                        |
| Правац            | Барок                       |
| Техника           | Мртва природа               |
| Место             | Национална галерија Шкотске |

Слика припада мотиву мртве природе који Франсиско Пачеко (Francisco Pacheco) описује као композицију кухиње или призора гостионице с ликовима понекад смешним или, бар, вулгарним.
Сцена се одвија у кухињи осветљеној јаким контрастима светлости и сенке. Светло, усмерено са леве стране, осветљава целокупни предњи план слике равномерно, истичући га фигурама једнаке силе и предметима на тамној позадини зида, са којег виси плетена корпа и мало алкуза или уљних лампи. Старица са белом марамом пржи неколико јаја на шпорету или пећи који се могу видети на половини процеса пржења како плутају у течности у глиненом лонцу захваљујући узвишеном погледу композиције слике. Дрвеном кашиком у десној руци и јајетом које је спремно да се баци на ивицу посуде у левој руци, старица прекида акцију и подиже главу пре доласка дечака који прилази са дињом испод руке и стакленом теглом. Испред жене, и у првом плану, је распоређен низ предмета виђених са истим издигнутим погледом, стакленка са белим глазираним земљаним посуђем поред другог глазиране зелене боје, адмиралитет руком, посуда са посудом са ножем, лук и чили. Наслоњен на шпорет сија бронзани лонац.
Предмети су проучавани појединачно, дивни у својој јединствености, али слабо интегрисани у целину. Интерес Веласкеза за оптичке ефекте и његово сликовно поступање видљив је у јајима која лебде у течности - уљу или води - у којима он успева да прикаже процес промене у којој бистро прозирно сирово јаје постаје непрозирно при кувању, детаљ који указује на интересовање сликара за хватање пролазног и кратког.
Али изван пажње посвећене тим објектима и њихове визуелне перцепције, Веласкез је поновио композицију одређене сложености, у којој светлост игра одлучујућу улогу, повезујући фигуре и предмете у равнима које се пресецају. Међутим, однос између двоје протагониста платна је двосмислен. Очи им се не укрштају: дечак поглед усмерава према гледаоцу, док се поглед старије жене чини бесконачноизгубљеним, стварајући тако одређену мистериозност, што је довело до идеје да оно што је представљено на платну није једноставна родна сцена.

## Интерпретације значења слике
Према традиционалној интерпретацији првих дела мртве природе Веласкеза, у којима су се огледале паралеле са пикарским романом, слика је виђена као илустрација одломка Гусмана де Алфараће (Guzmán de Alfarache) где је Матео Алеман представио старицу која пржи јаја за дечака.
Хулијан Гаљего (Julián Gállego) сугерисао је да се слика може тумачити као репрезентација осећаја укуса, иако би се рекло да ни сам није уверен с тим објашњењем. Фернандо Маријас (Fernando Marías) продубио је на оригиналан начин однос са телесним чулима, које налази у осталим делима мртве природе у којима књижевне референце, на пример оне у вези са пикарским романом „блистају његовим одсуством”.